# توماس د. غرين
توماس د. غرين هو لاعب هوكي الجليد كندي، ولد في 21 ديسمبر 1857، وتوفي في 29 نوفمبر 1935.